# Tyrotama abyssus
Espèce
Tyrotama abyssus est une espèce d'araignées aranéomorphes de la famille des Hersiliidae.

## Distribution
Cette espèce se rencontre en Afrique du Sud au Cap-Occidental et au Cap-du-Nord et au Lesotho,.

## Description
Les femelles mesurent de 7,13 à 12,05 mm.

## Publication originale
- Foord & Dippenaar-Schoeman, 2005 : « A revision of the Afrotropical species of Hersiliola Thorell and Tama Simon with the description of a new genus Tyrotama (Araneae: Hersiliidae). » African Entomology, vol. 13, p. 255-279.